# Аль-Анад (авіабаза)
Авіабаза «Аль-Анад» — військова авіабаза в мухфазі Лахдж, Ємен. Найбільша авіаційна база в Ємені.

## Історія
База служила штабом для операцій зі збору розвідки Сполучених Штатів та боротьби з тероризмом на півдні Ємену до єменського перевороту 2014—2015 рр, в якому повстанці хусити, які нібито підтримувалися Іраном, взяли під свій контроль єменський уряд і розпочали військову наступальну операцію проти залишків адміністрації, що підтримується Заходом в Адені.
У березні 2015 року США вилучили з бази, коли Аль-Каїда на Аравійському півострові (AQAP) на короткий час взяла на себе владу. Через кілька днів, 25 березня, базу захопили бійці хусити та 201-а бронетанкова бригада Єменської армії. Наступного дня сили, що підчинялися президенту Абд Раббо Мансур Гаді, обстріляли базу, в результаті чого, принаймні, деякі хуситськи сили відступили.
Військові бойовики, які підтримувалися наземними силами Саудівської Аравії та ОАЕ, повернули базу 3 серпня 2015 року. Повторне захоплення відбулося через два тижні після перемоги уряду в битві при Адені.
31 січня 2016 року повідомлялося, що тактична балістична ракета «Точка», випущена повстанцями хуситів, завдала шкоди десяткам суданських винищувачів і єменським новобранцям.
Хуситський дрон проник на повітряну базу 10 січня 2019 року і вибухнув над подіумом, де сиділи старші офіцери армії. Шість солдатів було вбито, а деякі високопосадовці отримали поранення.